# Ao Vivo em Nova Jerusalém
Ao Vivo em Nova Jerusalém é o primeiro DVD do músico brasileiro Dominguinhos, gravado ao vivo no maior teatro ao ar livre do mundo, o Nova Jerusalém, no município de Fazenda Nova-PE.
Neste álbum, Dominguinhos conta com a presença de uma orquestra, com trompetes, trombone, violinos e instrumentos típicos do forró. Além das participações especiais de Elba Ramalho, Guadalupe, Liv Moraes, Cezinha, Waldonys, Jorge de Altinho e Renato Teixeira.

## Faixas
1. Hora do Adeus
2. Nilopolitano (homenagem a Nilópolis)
3. Guada e Liv no Forró
4. Ié
5. Respeita Januário
6. Sabiá
7. Riacho do Navio
8. Sete Meninas
9. Doidinho, Doidinho
10. Forró no Escuro
11. Tenho Sede (part. Cezinha)
12. Feira de Mangaio (part. Cezinha)
13. Petrolina Juazeiro (part. Jorge de Altinho)
14. Lamento Sertanejo (Forró do Dominguinhos)
15. Faz Tempo (part. Guadalupe)
16. Casa Tudo Azul (part. Guadalupe e Liv Moraes)
17. Anjo Querubim (part. Liv Moraes)
18. Retrato da Vida
19. Enchendo o Saco
20. Dançador Ruim
21. Nem se Despediu de Mim
22. Pau de arara (part. Waldonys)
23. Bicho de Sete Cabeças (part. Waldonys)
24. Numa Sala de Reboco
25. Tempo Menino
26. A Vida do Viajante
27. Princesinha no Choro
28. Amizade Sincera (part. Renato Teixeira)
29. Romaria (part. Renato Teixeira)
30. Forró em Fazenda Nova
31. De Volta pro Aconchego (part. Elba Ramalho)
32. Onde Está Você (part. Elba Ramalho)
33. Plantio de Amor (part. Elba Ramalho)
34. Eu Só Quero um Xodó
35. Asa Branca
36. Isso Aqui Tá Bom Demais
37. Pedras que Cantam